# آرثر سوندرز تومسون
آرثر سوندرز تومسون (بالإنجليزية: Arthur Saunders Thomson)‏ هو مؤرخ نيوزيلندي، ولد في 1816، وتوفي في 1860.